# Fabián Monzón
Luciano Fabián Monzón Villalba (13 de abril de 1987, Granadero Baigorria, Santa Fe, Argentina) es un futbolista argentino juega como lateral Izquierdo en Central Córdoba de Santiago del Estero de la Primera Nacional.

## Trayectoria

### Boca Juniors
Surgió de las inferiores de Boca Juniors. Debutó el 16 de enero de 2008 en un partido correspondiente al Torneo de Verano, al enfrentar a Independiente. Dicho partido, terminó 2-1 favorable al equipo de Avellaneda. El 26 de enero le tocó jugar contra River Plate, en donde tuvo una muy buena actuación anulando a delanteros como Mauro Rosales y Radamel Falcao García. Boca ganó el superclásico por 2-0.
En el Torneo Clausura 2008 debutó oficialmente contra San Martín de San Juan, jugando 6 minutos y colaborando en la victoria 2-0. Fabián comienza a tener una buena suma de partidos, obteniendo la titularidad en el equipo. Paralelamente participó en la Copa Libertadores 2008, donde debutó contra Colo-Colo de Chile, consiguiendo una ajustada victoria por 4-3. Finalmente, Boca fue eliminado de esa copa por Fluminense de Brasil, en las semifinales.
Fue convocado al seleccionado argentino dirigido por Sergio Batista para jugar los Juegos Olímpicos de Pekín 2008. Luego de seis duros partidos consiguieron ganar la medalla de oro, por segunda vez consecutiva.

### Real Betis
Siendo uno de los jugadores con más proyección en la primera de Boca, se fue cedido al Real Betis con opción de compra de 6,5 millones de euros. Alternaba titularidad y suplencia en el tiempo que permaneció en el equipo y llegó a meter dos goles de tiro libre contra el Barcelona y el Sporting.

### Regreso a Boca Juniors
Para la segunda parte del año 2009, el jugador regresó a Boca Juniors ya que el Real Betis no utilizó la opción de compra por él. El Torneo Apertura 2009 no fue bueno para el club de La Ribera ni para Monzón en particular, ya que jugó tan solo cinco partidos de titular y otros cinco ingresaría desde el banco, aparte de tener malas actuaciones. Boca terminaría en la posición 11º en dicho torneo.
En el año 2010 comenzó sin ser tenido en cuenta y el 2 de marzo convirtió su primer gol en la primera de Boca frente a Vélez Sarsfield, poniendo el 1 a 1 parcial de ese partido que finalizaría 4-4. El 2 de mayo marcaría su segundo gol en la primera del Xeneize ante Independiente, partido que Boca ganaría por 3-2.

### OGC Niza
El 11 de julio de 2011, se hace oficial la ida del jugador al OGC Niza, club con el que firma un contrato de cuatro años. 
Disputó su primer partido con su nuevo club en Brighton, en un partido amistoso que terminaría en empate 2-2 contra el Istres, donde jugó el primer tiempo. 
El 30 de julio jugó su primer partido en el Stade du Ray frente al Udinese, partido que el Niza ganaría por 1-0.
El 18 de septiembre, Monzón marca sus dos primeros goles con el Niza frente al AC Ajaccio, ambos goles fueron de penal. Volvió a anotar contra el Paris Saint-Germain y de penal.
Este muy buen comienzo de temporada, le permite ser convocado por Alejandro Sabella para jugar en la Selección Argentina, para disputar dos partidos de eliminatorias para la Copa del Mundo de 2014. 
Sus buenas actuaciones le valieron el interés de varios clubes extranjeros, entre ellos el Arsenal FC, Schalke 04 y Juventus FC.

### Olympique de Lyon
A finales de agosto de 2012, firmó contrato por 4 años con el Olympique de Lyon para compensar la salida de Aly Cissokho. El 4 de octubre de 2012, marco su primer gol en Lyon en la victoria 4-3 sobre el Kiryat Shmona por la UEFA Europa League.
El jugador, que solo disputó 13 partidos con el conjunto galo, no cumplió con sus expectativas en su paso por el campeón francés. "Fabián no ha aportado lo que yo esperaba de él y él deseaba otro tipo de cosas", declaró el entrenador del equipó, Rémy Garde. El equipo francés ha asegurado que no fichará a ningún jugador para suplir la baja del lateral izquierdo.

### Fluminense
Se marcha cedido al Fluminense por el resto de la temporada tras no cumplir las expectativas que se esperaban de él en el Olympique de Lyon.

### Catania
El 16 de julio de 2013, el Calcio Catania comunica su adquisición para 3,3 millones de euros. Debutó con la rossazzura en la primera jornada de la Serie A contra la Fiorentina, partido con derrota 2-1. Anotó su primer gol en el partido perdido 2-4 contra el Napoli. Le marcó su segundo gol en la victoria 2-1 contra el Bologna.

### Tercer ciclo en Boca Juniors
En enero de 2015 se confirma su regreso a préstamo al conjunto Xeneize. A lo largo del año, logró tener grandes actuaciones en el campeonato local. El día 1 de noviembre, por la fecha 29 del torneo, convirtió el gol de la victoria ante Tigre, que sentenció el título para Boca Juniors.

### Universidad de Chile
En enero de 2016 se confirma su arribo a la "U", firmando como jugador libre. Permaneció tres años en la "U" hasta que firmó contrato con Atlético Tucumán.

## Selección nacional
Ha sido internacional con la Selección Argentina. Fue convocado por primera vez en las Eliminatorias Sudamericanas 2010, para los partidos con Uruguay y Chile en 2008 pero no jugó.
Participó del amistoso de la selección ante Ghana junto a sus compañeros de Boca Juniors Martín Palermo, Federico Insua y Nicolás Gaitán ganándolo 2-0.
Debutó en la Selección el 14 de octubre de 2009 en las eliminatorias contra Uruguay, entrando a los '75 del partido, que finalizaría 1-0 para Argentina.

### Juegos Olímpicos 2008

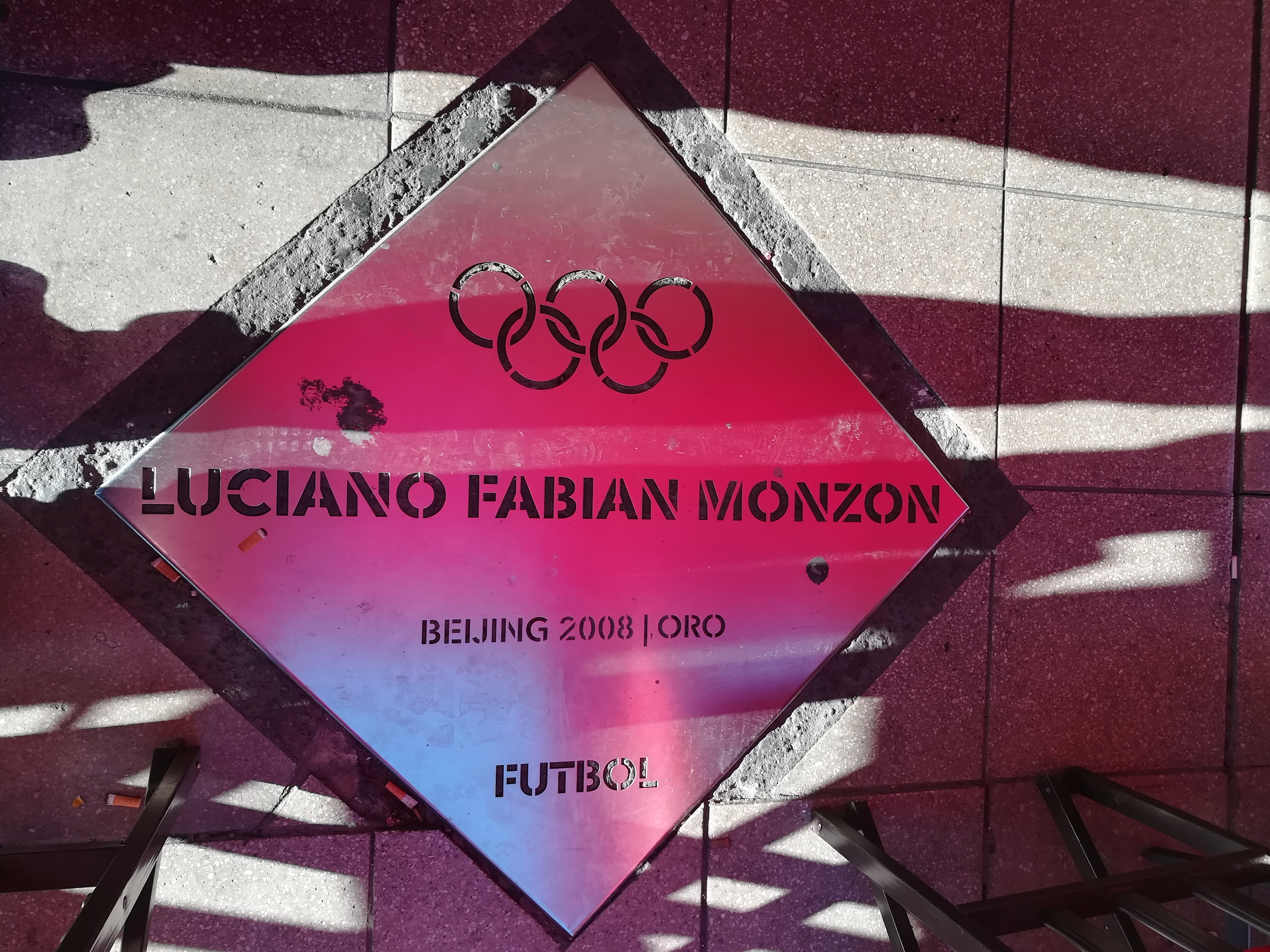
Placa homenaje a Monzón en el Paseo de los Olímpicos de Rosario.

Jugó cinco de los seis partidos que se disputaron en los Juegos Olímpicos Pekín 2008. El único partido que no disputó fue contra Serbia (2-0) ya que el técnico Sergio Batista decidió alistar una formación alternativa al tener asegurado el pase a cuartos de final.
Con destacadas actuaciones suyas y de Lionel Messi, Juan Román Riquelme, Fernando Gago, Sergio Agüero, Ángel Di María y Javier Mascherano, Argentina logró pasar con tranquilidad la primera ronda y luego batir por 2-1 en tiempo suplementario al seleccionado neerlandés, en un partido duro y trabado. 
Ya en semifinales, Argentina, en un estupendo partido, venció por 3-0 a Brasil (con dos goles de Sergio Agüero y uno de Juan Román Riquelme de penal), su clásico rival, avanzando a la final y dejando a Brasil por 4 años más sin la chance de ganar la medalla de oro en los Juegos Olímpicos, único título faltante en las vitrinas brasileras.
En la final, Argentina le ganó 1-0 a Nigeria con gol de Ángel Di María, consiguiendo así la segunda medalla dorada en fútbol de su historia. 
El 30 de octubre de 2011 fue convocado por Alejandro Sabella para participar del amistoso ante Arabia Saudita por la Selección Argentina.

## Clubes
| Club                 | País      | Año         |
| -------------------- | --------- | ----------- |
| Boca Juniors         | Argentina | 2008        |
| Betis                | España    | 2008 - 2009 |
| Boca Juniors         | Argentina | 2009 - 2011 |
| OGC Niza             | Francia   | 2011 - 2012 |
| Olympique de Lyon    | Francia   | 2012        |
| Fluminense           | Brasil    | 2013        |
| Catania              | Italia    | 2013 - 2014 |
| Boca Juniors         | Argentina | 2015        |
| Universidad de Chile | Chile     | 2016 - 2018 |
| Atlético Tucumán     | Argentina | 2019 - 2021 |

## Palmarés

### Campeonatos nacionales
| Título                    | Equipo               | País      | Año    |
| ------------------------- | -------------------- | --------- | ------ |
| Primera División          | Boca Juniors         | Argentina | 2015   |
| Copa Argentina            | Boca Juniors         | Argentina | 2015   |
| Primera División de Chile | Universidad de Chile | Chile     | C-2017 |

### Campeonatos internacionales
| Título                    | Equipo                     | Sede  | Año  |
| ------------------------- | -------------------------- | ----- | ---- |
| Torneo Olímpico de Fútbol | Selección Argentina Sub-23 | Pekín | 2008 |